# One Little Plane
One Little Plane, de son vrai nom Kathryn Bint est une artiste folk américaine. Originaire de Chicago, sa musique est décrite comme étant « doucement nostalgique » et du « folk onirique réconfortant ». Ses deux albums, Until (2008) et Into The Trees (2012), ont été produits par Kieran Hebden.

## Discographie

### Albums
- Until (2008)
- Into The Trees (2012)

### Singles
- She Was Out In The Water (2012)[4]